# 1927 en dadaïsme et surréalisme

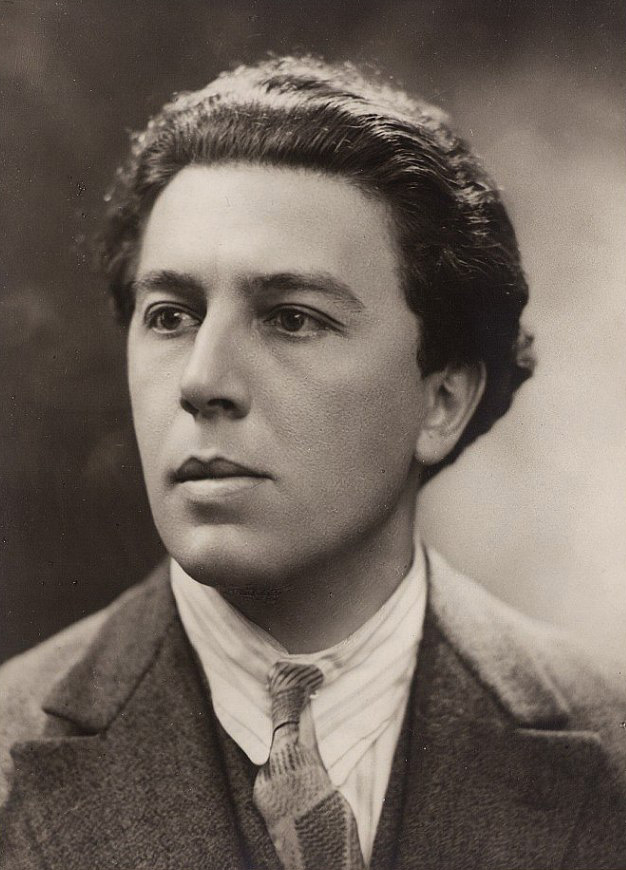
André Breton en 1927
photo d'Henri Manuel

Pour l'année, voir 1927.
 Chronologie de dada et du surréalisme 
- 1923
- 1924
- 1925
- 1926
- 1927
- 1928
- 1929
- 1930
- 1931

Cet article présente les faits marquants de l'année 1927 en dadaïsme et surréalisme.

## Éphémérides

### Janvier
- 14 janvier
Adhésion au Parti communiste français de Louis Aragon, Jacques Baron, André Breton, Paul Eluard, Benjamin Péret et Pierre Unik[1].

### Mars
- 9 mars
Antonin Artaud, Le Pèse-nerf, réédition aux Cahiers du sud à Marseille orné d'un frontispice d'André Masson, suivi des Fragments d'un journal d'enfer[2]

- 21 mars
Léona Delcourt (Nadja) est internée à Sainte-Anne puis à l'asile de Perray-Vaucluse (près de Sainte-Geneviève-des-Bois, Essonnes)[3].

### Avril
- 3 avril
À Paris, conférence de Jean Genbach, Satan à Paris, présentée par André Breton[4].

- Louis Aragon, Breton et Paul Eluard publient une protestation Lautréamont envers et contre tout contre une édition des Œuvres complètes de Lautréamont préparée par Philippe Soupault[5].

- Benjamin Péret, Dormir, dormir dans les pierres, recueil de poèmes illustré de dessins d'Yves Tanguy[6].

- Robert Desnos, La Liberté ou l'amour[7]

### Mai
- 27 mai
À l'instigation de Robert Desnos et d'André Masson, Roland Tual organise la première exposition Yves Tanguy à la Galerie Surréaliste. Le catalogue est préfacé par André Breton[8]. Il associe à cette exposition des poupées d'Indiens Pueblos et du Nouveau-Mexique qu'il a découvertes peu de temps avant avec Paul Eluard[9].

- Antonin Artaud rencontre le philosophe chrétien Jacques Maritain : « Je vous demande de ne pas vous hâter de désespérer de moi. Soyez persuadé que je recherche la vérité. Je suis très loin d'être indifférent à mon salut. Mais il se peut que j'entende ce dernier mot dans un sens peut-être très hétérodoxe. »[réf. nécessaire]

- Le poète Louis Scutenaire se joint au Groupe surréaliste de Belgique (à Bruxelles)[10].

- Louis Aragon, Jacques Baron, Breton, Eluard, Benjamin Péret et Pierre Unik justifient leur adhésion au parti communiste français dans le texte Au grand jour[11].

- Tanguy, Extinction des lumières inutiles[12].

### Juin
- 1er et 2 juin
Les Mystères de l'amour de Roger Vitrac, Ventre brûlé ou la Mère folle d'Antonin Artaud et Gigogne de Max Robur (pseudonyme de Robert Aron) sont les trois premiers spectacles donnés par le Théâtre Alfred Jarry[13].

- 30 juin
André Breton, Introduction au discours sur le peu de réalité[5].

### Août
- À Varengeville, au Manoir d'Ango, André Breton commence l'écriture de Nadja[5].

- Robert Desnos, The Night of loveless nights, première version[14]

- René Magritte quitte la Belgique pour s'installer au Perreux-sur-Marne, (act. Val-de-Marne) et participe aux activités des surréalistes parisiens[15].

### Septembre
- 14 septembre
Mort d'Hugo Ball[16].

- Publication en anglais de Hands off love, texte collectif de soutien à Charlie Chaplin, cible d'une violente campagne de la presse puritaine des États-Unis dénonçant son divorce d'avec Lita Grey et sa vie privée « dissolue »[17].

### Octobre
- 23 octobre
Parution du manifeste Permettez. écrit, entre autres, par Raymond Queneau et Louis Aragon (les citations sont de d'André Breton et Paul Eluard) en protestation contre l'inauguration d'une statue d'Arthur Rimbaud à Charleville (Ardennes) : « La statue subira peut-être le même sort que la précédente. Celle-ci, que les Allemands firent disparaître, dut servir à la fabrication d'obus et Rimbaud se fût attendu avec délices à ce que l'un d'eux bouleversât de fond en comble votre place de la Gare ou réduisît à néant le musée dans lequel on s'apprête à négocier ignoblement sa gloire. »[18]

- Antonin Artaud participe au tournage du film Verdun, visions d'Histoire de Léon Poirier. Il justifie sa participation au titre que ce « n'est pas un film patriotique, fait pour l'exaltation des plus ignobles vertus civiques, mais un film de gauche pour inspirer l'horreur de la guerre aux masses conscientes et organisées. Je ne compose plus avec l'existence. Je méprise plus encore le bien que le mal. L'héroïsme me fait chier, la moralité me fait chier. »[13]

### Novembre
- 1er novembre
Antonin Artaud et Germaine Dulac, La Coquille et le Clergyman, scénario (achevé en avril) publié dans la La Nouvelle Revue française (NRF)[19].

- 21 novembre
Première exposition parisienne de Hans Arp à la Galerie Surréaliste[20]

- 22 novembre
Robert Desnos et Henri Jeanson sont condamnés à une amende symbolique pour avoir lacéré des publications pieuses place Saint-Sulpice (à Paris), répondant ainsi à l'abbé Bethléem qui déchirait des publications qu'il jugeait licencieuses[21].

- 27 novembre
Apprenant la préparation du film La Chute de la maison Usher de Jean Epstein, Artaud écrit à Abel Gance : « Je n'ai pas beaucoup de prétentions au monde mais j'ai celle de comprendre Edgar Poe et d'être moi-même un type dans le genre de Maître Usher. Si je n'ai pas ce personnage dans la peau, personne ne l'a. Je le réalise physiquement et psychiquement. Ma vie est celle d'Usher et de sa sinistre masure. J'ai la pestilence dans l'âme de mes nerfs et j'en souffre. »[19]

- Accompagnée d'Emmanuel Berl dont elle est la maîtresse, Suzanne Muzard assiste à la lecture de Nadja qu'André Breton donne aux surréalistes. Le coup de foudre est réciproque[22].

### Décembre
- Décision est prise de différer la parution du numéro 12 de La Révolution surréaliste, faute d'argent, et la Galerie Surréaliste ferme pour cause de faillite[23].

### Cette année-là
- Antonin Artaud, À la grande nuit, pamphlet-réponse à la proclamation collective Au grand jour : « Le surréalisme est mort du sectarisme imbécile de ses adeptes. Ce qu'il en reste est une sorte d'amas hybride sur lequel les surréalistes eux-mêmes sont incapables de mettre un nom […] Je sais que dans le débat actuel j'ai avec moi tous les hommes libres, tous les révolutionnaires véritables qui pensent que la liberté individuelle est un bien supérieur à celui de n'importe quelle conquête obtenue sur un plan relatif […] Tout le fond, toutes les exaspérations de notre querelle roulent autour du mot révolution. »[24]

- Première exposition commune des peintres tchécoslovaques Jindřich Štyrský et Toyen à la Galerie Vavin à Paris. Le catalogue est préfacé par Philippe Soupault[25].

- Rencontre Max Ernst / Yves Tanguy[26].

- Les premiers dessins surréalistes de Wifredo Lam paraissent dans la revue madrilène La Ilustración castellana[27].

- Première exposition consacrée à René Magritte à la galerie Le Centaure à Bruxelles. Le catalogue est préfacé par Paul Nougé et Paul-Gustave van Hecke[28].

- À Bruxelles, E. L. T. Mesens dirige la galerie L'Époque et expose des œuvres de Max Ernst, René Magritte et Joan Miró[29].

- En Angleterre, publication du premier numéro de la revue Transition fondée par Maria McDonald et Eugene Jolas[30].

- À Prague, parution du premier numéro de la revue Devetsilu (Rouge) créée par Karel Teige[31].

- En Belgique, création du groupe Le Grand jeu ainsi que d'une revue que dirige Roger Vailland. Roger Gilbert-Lecomte : « Le Grand jeu est irrémédiable : il ne se joue qu'une fois. Nous voulons le jouer à tous les instants de notre vie. »[32].

### Œuvres
- Maxime Alexandre
  - Les Desseins de la liberté, poèmes[33]
- Louis Aragon
  - Le Con d'Irène, roman publié clandestinement sous le pseudonyme de M. de Routisie et illustré de dessins d'André Masson[34]
- Antonin Artaud
  - Fragments d'un journal d'enfer : « Simplement me poser sur une vérité claire, c'est-à-dire qui reste sur un seul tranchant. Ce problème de l'émaciation de mon moi ne se présente plus sous son angle uniquement douloureux. Je sens que des facteurs nouveaux interviennent dans la dénaturation de ma vie et que j'ai comme une conscience nouvelle de mon intime déperdition. »
- Antonin Artaud & Germaine Dulac
  - La Coquille et le Clergyman, scénario[réf. nécessaire]
- Georges Bataille
  - L'Anus solaire : « Ceux en qui s'accumule la force d'éruption sont nécessairement situés en bas ; les ouvriers communistes apparaissent aux bourgeois aussi laids et sales que les parties sexuelles et velues ou parties basses ; tôt ou tard, il en résultera une éruption scandaleuse au cours de laquelle les têtes asexuées et nobles des bourgeois seront tranchées. »[35]
- Jean de Bosschère
  - L'Automate personnel, huile sur toile. Antonin Artaud : « En haut, en bas, la Pythonisse, la Sorcière, comme une sorte d'ange, de douce dragonne, avec sa figure contournée. Tous les colimaçons de l'esprit mangent sa face abstraite et se retournent comme une corde tressée. »[36]
- André Breton
  - Introduction au discours sur le peu de réalité, essai, éditions Gallimard, achevé d'imprimer le 30 juin[37] : « Les créations poétiques sont-elles appelées à prendre bientôt ce caractère tangible, à déplacer si singulièrement les bornes du soi-disant réel ? »
- Jacques Brunius & Edmond T. Gréville
  - Elle est Bicimidine, film[38]
- Salvador Dalí
  - Appareil et main, huile sur bois[39]
  - Mon amie et la plage, écrit[40]
  - Senicitas (Forces estivales ou Naissance de Vénus), huile sur toile[41]
- Milan Dedinac
  - L'Oiseau public (Javna pica), recueil de poèmes[42]
- Robert Desnos
  - Journal d'une apparition
  - La Liberté ou l'amour, éditions Simon Kra[43]
  - The Night of loveless nights[21]
- Pierre Drieu la Rochelle
  - Le Jeune Européen, essai[44]
- Marc Eemans
  - Le Cadre de chair, huile sur toile[45]
- Max Ernst
  - Le Baiser, huile sur toile[46]
  - Forêt, huile sur toile[47]
  - Le Monument aux oiseaux, huile sur toile[48]
  - Vision provoquée par l'aspect nocturne de la Porte Saint-Denis[49]
- Alberto Giacometti
  - Tête qui contemple, sculpture[réf. nécessaire]
- George Grosz
  - Circé, aquarelle, plume et encre[50]
- Michel Leiris
  - Le Point cardinal[51]
- René Magritte
  - Les Cicatrices de la mémoire, huile sur toile[52]
  - Découverte[53]
  - Le Double secret, huile sur toile[54]
  - Le Musée d'une nuit, huile sur toile[55]
  - Le Plaisir[56]
  - Portrait de Paul Nougé, huile sur toile[57]
  - Le Sang du monde, huile sur toile[58]
  - Le Sens de la nuit, huile sur toile[59]
- Georges Malkine
  - Le Baiser, huile sur toile[60]
- André Masson
  - Bataille de poissons, peinture, sable et crayon[61]
  - Les Cerfs-volants, sable sur toile[62]
  - Poissons dessinés sur le sable[63]
  -  Les Villageois, tableau de sable[64]
- E. L. T. Mesens
  - Arrière-pensée, photographie[65]
- E. L. T. Mesens & Robert De Smet
  - Comme ils l'entendent
  - Comme nous l'entendons, photographies[66]
- Joan Miró
  - L'Étoile, huile sur toile[67]
  - Le Lièvre, huile sur toile[68]
  - Table à moustache, objet[69]
- Paul Nougé
  - L'Héroïne des derniers jour, photo-montage[70]
  - Quelques écrits de Clarisse Juranville : « Je tiens toutes mes promesses / Je parie pour le plaisir / Je balbutie des injures / Je peins sans extase de belles peintures / Je détourne le cours du chemin / Déliez-vous les mains[71]. »
- Benjamin Péret
  - Dormir, dormir dans les pierres, recueil de poèmes illustré de dessins d'Yves Tanguy
- Francis Picabia
  - Tête-paysage, huile sur toile[72]
- Pierre Roy
  - L'Éclair, huile sur toile[73]
- Raymond Queneau
  - Le Tour de l'ivoire
- Man Ray
  - Paysage suédois, huile sur toile
- Kurt Schwitters
  - 1. weisse Relief, assemblage de bois peint[74]
- Philippe Soupault
  - Histoire d'un blanc : « Je ne sais pourquoi une phrase tourna dans ma tête. Elle faisait un bruit d'insecte. Elle insistait. Quelle sale mouche! Cela dura deux jours. Je pris un crayon et je l'écrivis. Alors quelque chose que je ne reconnus pas éclata. »
  - Le Nègre
- Yves Tanguy
  - Extinction des lumières inutiles, huile sur toile[75]
  - Il faisait ce qu'il voulait, huile sur toile[76]
  - Maman, Papa est blessé !, huile sur toile[77]
  - Rêveuse (Dormeuse), huile sur toile[78]
  - Terre d'ombre, huile sur toile[79]
  - Un grand tableau qui représente un paysage, huile sur toile[80]